# 4753 Phidias
A 4753 Phidias (ideiglenes jelöléssel 4059 T-3) a Naprendszer kisbolygóövében található aszteroida. Cornelis Johannes van Houten,  Ingrid van Houten-Groeneveld,  Tom Gehrels fedezte fel 1977. október 16-án.